# یواس‌اس چیکسو (۱۸۸۲)
یواس‌اس چیکسو (۱۸۸۲) (به انگلیسی: USS Chickasaw (1882)) یک کشتی بود که طول آن ۷۷ فوت ۲ اینچ (۲۳٫۵۲ متر) بود. این کشتی در سال ۱۸۸۲ ساخته شد.